# 針木康雄
針木 康雄（はりき やすお、1931年11月11日 - 2012年2月14日）は、日本の経済評論家。株式会社経営塾会長。

## 来歴・人物
北海道小樽市出身。早稲田大学文学部中退。
1957年、財界研究所に入社。雑誌『財界』編集長、主幹などを務めたが、1983年退社。1987年株式会社経営塾を設立。翌年雑誌『月刊経営塾（のち月刊BOSS）』を創刊（改題後の2019年に休刊。最終号は7月号）。
一方では政界や財界などの人物による勉強会である『経営塾フォーラム』を主宰するなど、幅広い活動も行っていた。
2012年2月14日、急性心不全のため死去。月刊BOSS編集長の関慎夫によると『夜、自宅で就寝したまま亡くなった』とのことである。80歳没。